# Heteragrion archon
Heteragrion archon är en trollsländeart som beskrevs av De Marmels 2008. Heteragrion archon ingår i släktet Heteragrion och familjen Megapodagrionidae. Inga underarter finns listade i Catalogue of Life.